# Schwäbisch Hall Unicorns
Gli Schwäbisch Hall Unicorns sono la squadra di football americano di Schwäbisch Hall, in Germania.

## Storia
Fondati nel 1983, gli Unicorns giocarono per la prima volta nella prima divisione (ora GFL) nel 1987, partecipando a tre stagioni prima di essere di nuovo retrocessi nel 1990. Nella stagione 2000 ottennero il secondo posto nella GFL2 Sud, ottenendo così la promozione in GFL grazie alla revoca della licenza agli Aschaffenburg Stallions, e nella stagione 2001 raggiunsero i playoff.
Da allora, gli Unicorns sono rimasti stabilmente in GFL e hanno raggiunto i play-off ogni anno fuorché nel 2008. Nella stagione 2005 furono sconfitti in semifinale dai Braunschweig Lions che vinsero poi il titolo. Anche in EFAF Cup raggiunsero la semifinale, dove furono sconfitti 36-48 dai Marburg Mercenaries che in seguito vinsero la coppa. Nelle stagioni 2006 e 2007 raggiunsero il terzo posto nel girone sud, venendo poi eliminati ai quarti di finale. Nella 2008 ottennero il quinto posto, sfiorando i playoff.
Nella stagione 2009, gli Unicorns vinsero per la prima volta il girone sud della GFL con una sola sconfitta e superarono il quarto di finale contro gli Assindia Cardinals col risultato di 46-25. In semifinale i Kiel Baltic Hurricanes li sconfissero solo negli ultimi tre secondi di gioco, col risultato di 21-22.
Nella stagione 2010, arrivarono secondi in GFL sud. Dusty Thornhill, con 8,5 punti a partita è stato il marcatore più efficace della lega, venendo così nominato GFL Player of the Year 2010. Gli Unicorns furono sconfitti nei quarti di finale dai Dresden Monarchs col risultato di 45-56.
Nella stagione 2011 gli Unicorns vinsero tutte e 13 le partite, vincendo di nuovo la GFL Sud. Nei quarti, sconfissero i Berlin Adler 53-27. In semifinale incontrarono e sconfissero i neopromossi Mönchengladbach Mavericks - che avevano eliminato ai quarti gli Stuttgart Scorpions - ottenendo così la loro prima qualificazione al German Bowl, giocato l'8 ottobre alla MDCC-Arena di Magdeburgo. I loro avversari furono i campioni in carica e del Nord Kiel Baltic Hurricanes, che per il quarto anno consecutivo giocavano la finale. Il punteggio finale fu di 48-44 per gli Unicorns, che vinsero il loro primo titolo nazionale.

## Dettaglio stagioni

### Tornei nazionali

#### Campionato

##### Bundesliga/GFL
| Stagione | regular season | regular season | regular season | regular season | regular season | regular season | playoff | playoff | playoff | playoff | playoff | playoff          | playoff                |
|          | Vin            | Par            | Per            | Tot            | PF             | PS             | Vin     | Per     | Tot     | PF      | PS      | risultato        | avversaria             |
| -------- | -------------- | -------------- | -------------- | -------------- | -------------- | -------------- | ------- | ------- | ------- | ------- | ------- | ---------------- | ---------------------- |
| 1988     | 4              | 0              | 8              | 12             | 168            | 234            | -       | -       | -       | -       | -       | -                | -                      |
| 1989     | 2              | 0              | 8              | 10             | 111            | 211            | -       | -       | -       | -       | -       | -                | -                      |
| 1990     | 3              | 0              | 9              | 12             | 150            | 304            | -       | -       | -       | -       | -       | -                | -                      |
| 2001     | 3              | 1              | 8              | 12             | 266            | 430            | 0       | 1       | 1       | 0       | 38      | Quarti di finale | Hamburg Blue Devils    |
| 2002     | 4              | 1              | 7              | 12             | 320            | 310            | 0       | 1       | 1       | 3       | 54      | Quarti di finale | Braunschweig Lions     |
| 2003     | 7              | 0              | 5              | 12             | 359            | 297            | 0       | 1       | 1       | 14      | 49      | Quarti di finale | Hamburg Blue Devils    |
| 2004     | 6              | 0              | 4              | 10             | 325            | 238            | 0       | 1       | 1       | 24      | 38      | Quarti di finale | Dresden Monarchs       |
| 2005     | 6              | 1              | 3              | 10             | 292            | 256            | 1       | 1       | 2       | 38      | 60      | Semifinale       | Braunschweig Lions     |
| 2006     | 7              | 1              | 4              | 12             | 383            | 271            | 0       | 1       | 1       | 13      | 34      | Quarti di finale | Hamburg Blue Devils    |
| 2007     | 8              | 1              | 3              | 12             | 398            | 218            | 0       | 1       | 1       | 3       | 23      | Quarti di finale | Berlin Adler           |
| 2008     | 4              | 0              | 8              | 12             | 207            | 331            | -       | -       | -       | -       | -       | -                | -                      |
| 2009     | 8              | 1              | 1              | 10             | 326            | 205            | 1       | 1       | 2       | 67      | 47      | Semifinale       | Kiel Baltic Hurricanes |
| 2010     | 9              | 0              | 3              | 12             | 444            | 198            | 0       | 1       | 1       | 45      | 56      | Quarti di finale | Dresden Monarchs       |
| 2011     | 13             | 0              | 0              | 13             | 617            | 256            | 3       | 0       | 3       | 148     | 92      | Campioni         | Kiel Baltic Hurricanes |
| 2012     | 12             | 0              | 2              | 14             | 654            | 302            | 3       | 0       | 3       | 135     | 99      | Campioni         | Kiel Baltic Hurricanes |
| 2013     | 11             | 1              | 2              | 14             | 549            | 223            | 0       | 1       | 1       | 13      | 42      | Quarti di finale | Berlin Adler           |
| 2014     | 12             | 0              | 2              | 14             | 653            | 357            | 2       | 1       | 3       | 92      | 98      | German Bowl      | New Yorker Lions       |
| 2015     | 13             | 0              | 1              | 14             | 685            | 234            | 2       | 1       | 3       | 133     | 88      | German Bowl      | New Yorker Lions       |
| 2016     | 14             | 0              | 0              | 14             | 694            | 282            | 2       | 1       | 3       | 79      | 71      | German Bowl      | New Yorker Lions       |
| 2017     | 14             | 0              | 0              | 14             | 561            | 249            | 3       | 0       | 3       | 78      | 48      | Campioni         | New Yorker Lions       |
| 2018     | 14             | 0              | 0              | 14             | 558            | 163            | 3       | 0       | 3       | 81      | 41      | Campioni         | Frankfurt Universe     |
| 2019     | 14             | 0              | 0              | 14             | 680            | 176            | 2       | 1       | 3       | 82      | 47      | German Bowl      | New Yorker Lions       |
| 2021     | 10             | 0              | 0              | 10             | 512            | 90             | 2       | 1       | 3       | 94      | 50      | German Bowl      | Dresden Monarchs       |
| 2022     | 10             | 0              | 0              | 10             | 437            | 148            | 3       | 0       | 3       | 112     | 56      | Campioni         | Potsdam Royals         |
| Totale   | 208            | 7              | 78             | 293            | 10023          | 5788           | 27      | 15      | 42      | 1254    | 1131    |                  |                        |

Fonti: Enciclopedia del Football - A cura di Roberto Mezzetti

##### 2. Bundesliga
| Stagione | regular season | regular season | regular season | regular season | regular season | regular season | playoff | playoff | playoff | playoff | playoff | playoff          | playoff       |
|          | Vin            | Par            | Per            | Tot            | PF             | PS             | Vin     | Per     | Tot     | PF      | PS      | risultato        | avversaria    |
| -------- | -------------- | -------------- | -------------- | -------------- | -------------- | -------------- | ------- | ------- | ------- | ------- | ------- | ---------------- | ------------- |
| 1984     | 1              | 0              | 11             | 12             | 92             | 359            | -       | -       | -       | -       | -       | -                | -             |
| 1985     | 4              | 0              | 6              | 10             | 155            | 144            | -       | -       | -       | -       | -       | -                | -             |
| 1986     | 5              | 0              | 1              | 6              | 229            | 48             | 0       | 1       | 1       | 17      | 52      | Quarti di finale | Augsburg Ants |
| 1987     | 8              | 0              | 2              | 10             | 339            | 73             | -       | -       | -       | -       | -       | -                | -             |
| 1991     | 4              | 0              | 6              | 10             | 140            | 178            | -       | -       | -       | -       | -       | -                | -             |
| 1992     | 5              | 0              | 7              | 12             | 168            | 256            | -       | -       | -       | -       | -       | -                | -             |
| 1993     | 4              | 0              | 10             | 14             | 251            | 388            | -       | -       | -       | -       | -       | -                | -             |
| 1997     | 6              | 0              | 6              | 12             | 240            | 273            | -       | -       | -       | -       | -       | -                | -             |
| 1998     | 9              | 0              | 5              | 14             | 403            | 240            | -       | -       | -       | -       | -       | -                | -             |
| 1999     | 9              | 0              | 5              | 14             | 467            | 222            | -       | -       | -       | -       | -       | -                | -             |
| 2000     | 12             | 0              | 2              | 14             | 386            | 127            | -       | -       | -       | -       | -       | -                | -             |
| Totale   | 67             | 0              | 61             | 128            | 2870           | 2308           | 0       | 1       | 1       | 17      | 52      |                  |               |

Fonti: Enciclopedia del Football - A cura di Roberto Mezzetti

##### Regionalliga
| Stagione | regular season | regular season | regular season | regular season | regular season | regular season | playoff | playoff | playoff | playoff | playoff | playoff   | playoff    |
|          | Vin            | Par            | Per            | Tot            | PF             | PS             | Vin     | Per     | Tot     | PF      | PS      | risultato | avversaria |
| -------- | -------------- | -------------- | -------------- | -------------- | -------------- | -------------- | ------- | ------- | ------- | ------- | ------- | --------- | ---------- |
| 1994     | 2              | 0              | 2              | 4              | 95             | 71             | -       | -       | -       | -       | -       | -         | -          |
| 1996     | 10             | 0              | 2              | 12             | 304            | 118            | -       | -       | -       | -       | -       | -         | -          |
| Totale   | 12             | 0              | 4              | 16             | 399            | 189            | -       | -       | -       | -       | -       |           |            |

Fonti: Enciclopedia del Football - A cura di Roberto Mezzetti

##### Oberliga
| Stagione | regular season | regular season | regular season | regular season | regular season | regular season | playoff | playoff | playoff | playoff | playoff | playoff   | playoff    |
|          | Vin            | Par            | Per            | Tot            | PF             | PS             | Vin     | Per     | Tot     | PF      | PS      | risultato | avversaria |
| -------- | -------------- | -------------- | -------------- | -------------- | -------------- | -------------- | ------- | ------- | ------- | ------- | ------- | --------- | ---------- |
| 1995     | 7              | 0              | 1              | 8              | 283            | 123            | -       | -       | -       | -       | -       | -         | -          |
| 2003     | 7              | 0              | 3              | 10             | 294            | 140            | -       | -       | -       | -       | -       | -         | -          |
| 2012     | 7              | 0              | 3              | 10             | 268            | 162            | -       | -       | -       | -       | -       | -         | -          |
| 2013     | 6              | 0              | 6              | 12             | 248            | 173            | -       | -       | -       | -       | -       | -         | -          |
| Totale   | 27             | 0              | 13             | 40             | 1093           | 598            | -       | -       | -       | -       | -       |           |            |

Fonti: Enciclopedia del Football - A cura di Roberto Mezzetti

##### Verbandsliga/Landesliga (quinto livello)
| Stagione | regular season | regular season | regular season | regular season | regular season | regular season | playoff | playoff | playoff | playoff | playoff | playoff   | playoff             |
|          | Vin            | Par            | Per            | Tot            | PF             | PS             | Vin     | Per     | Tot     | PF      | PS      | risultato | avversaria          |
| -------- | -------------- | -------------- | -------------- | -------------- | -------------- | -------------- | ------- | ------- | ------- | ------- | ------- | --------- | ------------------- |
| 2002     | 10             | 0              | 0              | 10             | 336            | 88             | 1       | 0       | 1       | 36      | 0       | Campioni  | Freiburg Sacristans |
| 2011     | 10             | 0              | 0              | 10             | 408            | 46             | -       | -       | -       | -       | -       | -         | -                   |
| 2019     | 10             | 1              | 1              | 12             | 270            | 183            | -       | -       | -       | -       | -       | -         | -                   |
| Totale   | 30             | 1              | 1              | 32             | 1014           | 317            | 1       | 0       | 1       | 36      | 0       |           |                     |

Fonti: Enciclopedia del Football - A cura di Roberto Mezzetti

##### Landesliga (sesto livello)/Bezirksliga
| Stagione | regular season | regular season | regular season | regular season | regular season | regular season | playoff | playoff | playoff | playoff | playoff | playoff   | playoff    |
|          | Vin            | Par            | Per            | Tot            | PF             | PS             | Vin     | Per     | Tot     | PF      | PS      | risultato | avversaria |
| -------- | -------------- | -------------- | -------------- | -------------- | -------------- | -------------- | ------- | ------- | ------- | ------- | ------- | --------- | ---------- |
| 2010     | 9              | 0              | 1              | 10             | 329            | 81             | -       | -       | -       | -       | -       | -         | -          |
| 2018     | 10             | 0              | 0              | 10             | 321            | 33             | -       | -       | -       | -       | -       | -         | -          |
| Totale   | 19             | 0              | 1              | 20             | 650            | 114            | -       | -       | -       | -       | -       |           |            |

Fonti: Enciclopedia del Football - A cura di Roberto Mezzetti

##### Kreisliga
| Stagione | regular season | regular season | regular season | regular season | regular season | regular season | playoff | playoff | playoff | playoff | playoff | playoff   | playoff    |
|          | Vin            | Par            | Per            | Tot            | PF             | PS             | Vin     | Per     | Tot     | PF      | PS      | risultato | avversaria |
| -------- | -------------- | -------------- | -------------- | -------------- | -------------- | -------------- | ------- | ------- | ------- | ------- | ------- | --------- | ---------- |
| 2017     | 7              | 0              | 1              | 8              | 227            | 65             | -       | -       | -       | -       | -       | -         | -          |
| Totale   | 7              | 0              | 1              | 8              | 227            | 65             | -       | -       | -       | -       | -       |           |            |

Fonti: Enciclopedia del Football - A cura di Roberto Mezzetti

### Tornei internazionali

#### European Football League (1986-2013)
| Stagione | regular season | regular season | regular season | regular season | regular season | regular season | playoff | playoff | playoff | playoff | playoff | playoff          | playoff         |
|          | Vin            | Par            | Per            | Tot            | PF             | PS             | Vin     | Per     | Tot     | PF      | PS      | risultato        | avversaria      |
| -------- | -------------- | -------------- | -------------- | -------------- | -------------- | -------------- | ------- | ------- | ------- | ------- | ------- | ---------------- | --------------- |
| 2012     | 2              | 0              | 0              | 2              | 88             | 20             | 0       | 1       | 1       | 13      | 25      | Quarti di finale | Vienna Vikings  |
| 2013     | 2              | 0              | 0              | 2              | 107            | 25             | 0       | 1       | 1       | 28      | 42      | Quarti di finale | Calanda Broncos |
| Totale   | 4              | 0              | 0              | 4              | 195            | 45             | 0       | 2       | 2       | 41      | 67      |                  |                 |

Fonti: Enciclopedia del Football - A cura di Roberto Mezzetti

#### Central European Football League
| Stagione | regular season | regular season | regular season | regular season | regular season | regular season | playoff | playoff | playoff | playoff | playoff | playoff   | playoff        |
|          | Vin            | Par            | Per            | Tot            | PF             | PS             | Vin     | Per     | Tot     | PF      | PS      | risultato | avversaria     |
| -------- | -------------- | -------------- | -------------- | -------------- | -------------- | -------------- | ------- | ------- | ------- | ------- | ------- | --------- | -------------- |
| 2021     | -              | -              | -              | -              | -              | -              | 3       | 0       | 3       | 58      | 37      | Campioni  | Tirol Raiders  |
| 2022     | -              | -              | -              | -              | -              | -              | 3       | 0       | 3       | 135     | 45      | Campioni  | Panthers Parma |
| Totale   | -              | -              | -              | -              | -              | -              | 6       | 0       | 6       | 193     | 82      |           |                |

Fonti: Enciclopedia del Football - A cura di Roberto Mezzetti

#### BIG6 European Football League
| Stagione | regular season | regular season | regular season | regular season | regular season | regular season | playoff | playoff | playoff | playoff | playoff | playoff   | playoff          |
|          | Vin            | Par            | Per            | Tot            | PF             | PS             | Vin     | Per     | Tot     | PF      | PS      | risultato | avversaria       |
| -------- | -------------- | -------------- | -------------- | -------------- | -------------- | -------------- | ------- | ------- | ------- | ------- | ------- | --------- | ---------------- |
| 2015     | 2              | 0              | 0              | 2              | 102            | 38             | 0       | 1       | 1       | 14      | 24      | Eurobowl  | New Yorker Lions |
| 2016     | 1              | 0              | 1              | 2              | 28             | 34             | -       | -       | -       | -       | -       | -         | -                |
| Totale   | 3              | 0              | 1              | 4              | 130            | 72             | 0       | 1       | 1       | 14      | 24      |           |                  |

Fonti: Enciclopedia del Football - A cura di Roberto Mezzetti

#### EFAF Cup
| Stagione | regular season | regular season | regular season | regular season | regular season | regular season | playoff | playoff | playoff | playoff | playoff | playoff    | playoff             |
|          | Vin            | Par            | Per            | Tot            | PF             | PS             | Vin     | Per     | Tot     | PF      | PS      | risultato  | avversaria          |
| -------- | -------------- | -------------- | -------------- | -------------- | -------------- | -------------- | ------- | ------- | ------- | ------- | ------- | ---------- | ------------------- |
| 2005     | 2              | 0              | 0              | 2              | 100            | 48             | 0       | 1       | 1       | 36      | 48      | Semifinale | Marburg Mercenaries |
| Totale   | 2              | 0              | 0              | 2              | 100            | 48             | 0       | 1       | 1       | 36      | 48      |            |                     |

Fonti: Enciclopedia del Football - A cura di Roberto Mezzetti

### Riepilogo fasi finali disputate
| Anno              | Luogo                | Evento | Fase del torneo  | Incontro                                      | Risultato |
| 27 maggio 2012    | Vienna               | EFL    | Quarti di finale | Vienna Vikings - Schwäbisch Hall Unicorns     | 25 - 13   |
| 26 maggio 2013    | Coira                | EFL    | Quarti di finale | Calanda Broncos - Schwäbisch Hall Unicorns    | 42 - 28   |
| 20 giugno 2015    | Braunschweig         | BIG6   | BIG6 Eurobowl    | New Yorker Lions - Schwäbisch Hall Unicorns   | 24 - 14   |
| 7 ottobre 2017    | Berlino              | GFL    | German Bowl      | New Yorker Lions - Schwäbisch Hall Unicorns   | 13 - 14   |
| 29 settembre 2018 | Berlino              | GFL    | German Bowl      | Schwäbisch Hall Unicorns - Frankfurt Universe | 21 - 19   |
| 12 ottobre 2019   | Francoforte sul Meno | GFL    | German Bowl      | New Yorker Lions - Schwäbisch Hall Unicorns   | 10 - 7    |
| 26 giugno 2021    | Innsbruck            | CEFL   | CEFL Bowl        | Tirol Raiders - Schwäbisch Hall Unicorns      | 16 - 22   |
| 9 ottobre 2021    | Francoforte sul Meno | GFL    | German Bowl      | Dresden Monarchs - Schwäbisch Hall Unicorns   | 28 - 19   |
| 25 giugno 2022    | Schwäbisch Hall      | CEFL   | CEFL Bowl        | Schwäbisch Hall Unicorns - Panthers Parma     | 42 - 17   |
| 8 ottobre 2022    | Francoforte sul Meno | GFL    | German Bowl      | Schwäbisch Hall Unicorns - Potsdam Royals     | 44 - 27   |
| 14 ottobre 2023   | Essen                | GFL    | German Bowl      | Potsdam Royals - Schwäbisch Hall Unicorns     | 34 - 7    |

## Palmarès
- 2 CEFL Bowl[2] (2021, 2022)
- 5 German Bowl (2011, 2012, 2017, 2018, 2022)
- 7 Campionati flag junior del Baden-Württenberg
- 2 Campionati flag junior indoor del Baden-Württenberg
- 4 Campionati flag Under-18 del Baden-Württenberg
- 3 Campionati flag Under-15 del Baden-Württenberg
- 1 Coppa del Baden-Württenberg
- 1 Coppa del Baden-Württenberg Under-18